# Valleyview
Valleyview és una vila dels Estats Units a l'estat d'Ohio. Segons el cens del 2000 tenia 601 habitants.

## Demografia
Segons el cens del 2000, Valleyview tenia 601 habitants, 258 habitatges, i 168 famílies. La densitat de població era de 1.547 habitants/km².
Dels 258 habitatges en un 24,8% hi vivien nens de menys de 18 anys, en un 52,3% hi vivien parelles casades, en un 8,9% dones solteres, i en un 34,5% no eren unitats familiars. En el 28,7% dels habitatges hi vivien persones soles l'11,6% de les quals corresponia a persones de 65 anys o més que vivien soles. El nombre mitjà de persones vivint en cada habitatge era de 2,33 i el nombre mitjà de persones que vivien en cada família era de 2,86.
Per edats la població es repartia de la següent manera: un 21,5% tenia menys de 18 anys, un 5,2% entre 18 i 24, un 31,6% entre 25 i 44, un 26,5% de 45 a 60 i un 15,3% 65 anys o més.
L'edat mediana era de 40 anys. Per cada 100 dones de 18 o més anys hi havia 90,3 homes.
La renda mediana per habitatge era de 39.554 $ i la renda mediana per família de 45.455 $. Els homes tenien una renda mediana de 31.842 $ mentre que les dones 27.417 $. La renda per capita de la població era de 19.445 $. Aproximadament el 3% de les famílies i el 5,7% de la població estaven per davall del llindar de pobresa.

## Poblacions properes
El següent diagrama mostra les poblacions més properes.